# Жосалы (аэропорт)
Жосалы — бывший аэропорт местных воздушных линий в Кызылординской области Казахстана, на северной окраине посёлка Жосалы (в 2 км севернее от железнодорожной станции Жосалы). До 1992 года назывался Джусалы.

## История
Аэропорт Джусалы — один из старейших аэропортов Средней Азии, был основан в 1920-х годах. Получил развитие в начале 1930-х годов при освоении медных месторождений в районе нынешних городов Жезказган и Карсакпай.
В 1932 году открыта авиалиния Москва — Ташкент (с промежуточными посадками в нескольких аэропортах, в том числе и в аэропорту Джусалы). Сначала на линии эксплуатировались самолёты К-5, которые вскоре были заменены самолётами АНТ-9.
По состоянию на 1934 год ежедневно (за исключением зимних месяцев) выполнялся почтовый рейс Москва — Самара — Актюбинск — Джусалы — Ташкент, через день выполнялся рейс Джусалы — Карсакпай.
В 1936 году действовала регулярная авиалиния Джусалы — Карсакпай.
По состоянию на 1940 год выполнялся рейс Москва — Пенза — Куйбышев — Актюбинск — Джусалы — Ташкент (летом ежедневно, в остальные месяцы через день). Время в пути от Москвы до Актюбинска (с учётом промежуточных посадок) составляло около 10 часов, на второй день (после ночёвки в Актюбинске) через 9 ч самолёт прибывал в Ташкент.
В годы Великой Отечественной войны аэропорт использовался военной авиацией как промежуточный при полётах из Средней Азии в европейскую часть СССР.
После войны возобновились регулярные пассажирские рейсы по авиатрассе Москва — Ташкент: сначала они выполнялись на самолётах Ли-2, а с 1947 года на эту линию вышли новые пассажирские самолёты Ил-12 (c 1955 года они заменены  самолётами Ил-14). По состоянию на 1949 год рейс Москва — Ташкент выполнялся из московского аэропорта «Люберцы» три раза в день с промежуточными посадками в аэропортах Куйбышев, Актюбинск, Джусалы; кроме того, через Джусалы проходили рейсы из Москвы на Фрунзе (Бишкек), Ленинабад (Худжанд), Сталинабад (Душанбе); а также Ленинград — Ташкент, Симферополь — Ташкент, Свердловск — Ташкент, два раза в месяц выполнялся международный рейс Москва — Кабул. Стоимость авиабилета от Москвы до Джусалы составляла в 1949 году 450 рублей (тогда средняя зарплата по СССР составляла 569 рублей), время в пути от 12 до 15 ч (в зависимости от количества промежуточных посадок).
Использовался также как военный аэродром:
- В 1950-1960-х годах в весенний и осенний период при размокании грунтовой ВПП аэродрома «Орск-Первомайский» Оренбургского высшего военного авиационного училища лётчиков, на аэродроме Джусалы проводились полёты 750-го учебного авиаполка (реактивные самолёты Ил-28 и МиГ-15).
- В 1955—1956 годах на аэродроме Джусалы базировалось авиационное звено строящегося поблизости полигона № 5 министерства обороны СССР (ныне космодром Байконур) на самолётах Як-12.

В середине 1950-х годов для создания нового полигона (ныне - космодром Байконур) был отведён значительный участок пустынной местности приблизительно посередине между двумя райцентрами Кзыл-Ординской области — Казалинском и Джусалы, около разъезда Тюра-Там Среднеазиатской железной дороги. С декабря 1954 по май 1955 года в данной местности работала рекогносцировочная экспедиция, в состав которой входили десятки военных специалистов различных специальностей. Экспедиция разместилась в пассажирских железнодорожных вагонах, для которых на станции Джусалы был построен специальный тупик. Аэродром Джусалы был модернизирован и расширен, туда была перебазирована транспортная эскадрилья в составе трёх самолётов Ли-2 и шести легких самолётов Ан-2. Данному району было присвоено кодовое имя «Район Леоновки», этот шифр значился в командировочных предписаниях. 
Аэропорт активно функционировал до начала 1990-х годов (в том числе выполнялись почтово-пассажирские рейсы на самолётах Ан-2 из областного центра Кзыл-Орда). В 1990-е годы аэропорт использовался лишь эпизодически. Аэродром 4 класса, основной тип принимаемых самолётов - Ан-2 и подобные, а также вертолёты всех типов.
В 1998 году аэродром был заброшен, ныне используется как посадочная площадка для авиационных работ.
В 2010-х годах на аэродроме построены две заасфальтированные вертолётные площадки . Здание бывшего командно-диспетчерского пункта реконструировано, ныне в нём находится ресторан.

## Происшествия
- 18 декабря 1942 года самолёт DC-2, следовавший по маршруту Ташкент — Джусалы — Чкалов, в сложных метеоусловиях на малой высоте задел крылом земную поверхность и потерпел катастрофу в Актюбинской области в районе посёлка Кандагач вблизи железнодорожного разъезда № 10. Из 7 человек, находившихся на борту, 2 погибли, остальные получили ранения разной степени тяжести.[7]
- 27 декабря 1950 года самолёт Ли-2, выполнявший тренировочный полёт по маршруту Джусалы — Ташкент, потерпел катастрофу в Южно-Казахстанской области в районе хребта Каратау на высоте 2050 м (126 м от вершины) в 72 км северо-восточнее аэропорта Туркестан. Причиной катастрофы стали ошибки в навигационных расчётах, приведшие к столкновению самолёта со склоном горы. Погибли 8 человек.[8]

- Винтокрыл Ка-22М с номером 01-01 потерпел катастрофу на аэродроме Джусалы 28 февраля 1962 года в 11:20 во время перегона из Ташкента в Москву. При заходе на посадку винтокрыл  завалился влево, перевернулся и столкнулся с поверхностью земли. Весь экипаж (7 человек во главе с командиром экипажа лётчиком-испытателем Д. К. Ефремовым) погиб. Причиной катастрофы стал разрыв троса системы управления.[9]